# Örebro Basket
L'Örebro Basket era una società cestistica avente sede nella città di Örebro, in Svezia. Fondata nel 2009, giocava nel campionato svedese.